# Parafia Matki Bożej Pocieszenia w Chodorówce
Parafia pw. Matki Bożej Pocieszenia w Chodorówce Nowej – rzymskokatolicka parafia należąca do dekanatu Korycin, archidiecezji białostockiej, metropolii białostockiej.

## Zasięg parafii
Do parafii należą wierni z następujących miejscowości: Chodorówka Nowa, Chodorówka Stara, Dryga, Dryga-Kolonia, Kizielany, Krzywa, Nowe Stojło, Poświętne (4, 5, 6, 8), Trzyrzecze.